# Aydan Erol
Aydan Erol (* 1940 in Kütahya, Provinz Kütahya) ist ein ehemaliger türkischer Vizeadmiral, der unter anderem zwischen 1986 und 1988 Oberkommandierender der Küstenwache (Türk Sahil Güvenlik Komutanlığı) war.

## Leben
Erol trat 1954 in die Seekadettenanstalt (Deniz Lisesi) ein und absolvierte nach dem Besuch eine Offiziersausbildung an der Marineschule (Deniz Harp Okulu), die er 1959 als Leutnant zur See (Asteğmen) abschloss. Im Anschluss fand er Verwendung als Seeoffizier auf verschiedenen Schiffen sowie Kommandostellen der Marine (Türk Deniz Kuvvetleri) wie zum Beispiel als Sektionschef, Erster Offizier und Kommandant von Schiffen. 1970 erfolgte der Besuch der Marineakademie (Deniz Harp Akademisi) sowie anschließend der Streitkräfteakademie (Silahlı Kuvvetler Akademisi). Danach war er Erster Offizier sowie Kommandant eines Zerstörers und im Anschluss zwischen 1977 und 1979 Marineattaché an der Botschaft in den USA.
Nach seiner Rückkehr war Erol von 1979 bis 1982 Sektionschef sowie zuletzt Leiter der Unterabteilung Operationsausbildung der Stabsabteilung Operationen im Oberkommando der Marine sowie anschließend zwischen 1982 und 1984 Kommodore der II. Zerstörer-Flottille (2. Muhrip Filotillası Komodorluğu).
Am 30. August 1984 wurde Erol zum Flottillenadmiral (Tuğamiral) befördert und daraufhin zwischen 1984 und 1987 Leiter der Unterabteilung Planung und Organisation in der Stabsabteilung Operationen im Oberkommando der Marine, ehe er von 1987 bis 1988 Befehlshaber der Landungsbootverbände (Çıkarma Filosu Komutanlığı) war. Am 12. August 1988 wurde er Nachfolger von Konteradmiral Çetin Ersarı als Oberkommandierender der Küstenwache (Türk Sahil Güvenlik Komutanlığı) und erhielt in dieser Funktion am 30. August 1988 seine Beförderung zum Konteradmiral (Tümamiral). Nachfolger als Oberkommandierender der Küstenwache wurde am 13. August 1990 Konteradmiral Ekmel Totrakan. Er selbst war daraufhin als Nachfolger von Konteradmiral Salim Dervişoğlu zwischen 1990 und 1991 Kommandeur des Schnellbootgeschwaders (Hücumbot Filosu Komutanlığı). Anschließend wurde er 1991 abermals Nachfolger von Konteradmiral Salim Dervişoğlu, und zwar diesmal von 1991 bis 1992 als Kommodore des Kriegsschiffsgeschwaders (Harp Filosu Komutanlığı).
Zuletzt wurde Erol am 30. August 1992 zum Vizeadmiral (Koramiral) befördert und stellvertretender Generalsekretär des Nationalen Sicherheitsrates (Millî Güvenlik Kurulu), wobei er auch auf diesem Posten Vizeadmiral Salim Dervişoğlu ablöste. Danach war er als Nachfolger von Vizeadmiral İlhami Erdil von 1993 bis zu seiner Ablösung durch Vizeadmiral Bülent Alpkaya am 30. August 1994 Befehlshaber des Marineausbildungskommandos (Deniz Eğitim Komutanlığı). Er übernahm daraufhin am 30. August 1994 die Nachfolge von Vizeadmiral Çetin Ersarı als Oberbefehlshaber des Marinekommandos Süd (Güney Deniz Saha Komutanlığı) in Izmir, zu dem die Amphibienfahrzeugverbände in Foça, das Wartungs- und Ingenieurkommando Izmir, das Regionalkommando Mittelmeer sowie die Marinestützpunkte İskenderun und Aksaz gehören. Im Anschluss fungierte er zwischen 1995 und 1997 als Chef des Stabes der Marine (Türk Deniz Kuvvetleri Kurmay Başkanı). Zuletzt war er als Nachfolger von Vizeadmiral İlhami Erdil vom 30. August 1997 bis zu seinem Eintritt in den Ruhestand 1998 Oberbefehlshaber des Marineregionalkommandos Nord (Kuzey Deniz Saha Komutanlığı) in Istanbul, das unter anderem für Marmarameer, Schwarzes Meer, Bosporus und Dardanellen zuständig ist.
Aydan Erol, der mit Sibel Erol verheiratet und Vater zweier Söhne ist, spricht neben Türkisch auch Englisch.